# Guatemala International 2009
Die Guatemala International 2009 im Badminton fanden vom 15. bis zum 18. Oktober 2009 in Guatemala-Stadt statt.

## Sieger und Platzierte
| Disziplin    | Gold                         | Silber                             | Bronze                                 |
| ------------ | ---------------------------- | ---------------------------------- | -------------------------------------- |
| Herreneinzel | Kevin Cordón                 | Rodolfo Ramírez                    | Ernesto Molina                         |
| Herreneinzel | Kevin Cordón                 | Rodolfo Ramírez                    | Daniel Paiola                          |
| Dameneinzel  | Sandra Chirlaque             | Nikte Sotomayor                    | Natalia Flores                         |
| Dameneinzel  | Sandra Chirlaque             | Nikte Sotomayor                    | Lorena Duany                           |
| Herrendoppel | Kevin Cordón Rodolfo Ramírez | Mathew Fogarty David Neumann       | Jose Vicente Martinez Alejandro Villar |
| Herrendoppel | Kevin Cordón Rodolfo Ramírez | Mathew Fogarty David Neumann       | Heymard Humblers Jonathan Solís        |
| Mixed        | Rodolfo Ramírez Lorena Duany | Alejandro Barriga Sandra Chirlaque | Jonathan Solís Karen Morales           |
| Mixed        | Rodolfo Ramírez Lorena Duany | Alejandro Barriga Sandra Chirlaque | Heymard Humblers Nikte Sotomayor       |